# Harry Sahlin
Harry Emanuel Sahlin, född 24 januari 1905 i Uppsala, död 31 juli 1990 i Helga Trefaldighets församling, Uppsala, var en svensk målare och tecknare.
Han var son till skräddarmästaren Per August Sahlin och Karolina Johansdotter och från 1936 gift med Berta Sofia Ströman. Efter avlagd studentexamen studerade han några år på Uppsala universitet innan han bestämde sig för att bli konstnär. Han var som konstnär autodidakt och bedrev självstudier under resor till Norge, Frankrike och Spanien. Han var mycket produktiv och genomförde på 1950-talet ett 50-tal separatutställningar i olika mellansvenska orter. Bland hans offentliga arbeten märks en monumentalmålning i Hamregården i Orsa och en altartavla för Hornberga kapell. Hans konst består av naturalistiska dova höstbilder, naiva sydländska landskap och skildringar från Roslagen och Uppsalatrakten. Sahlin är representerad vid Bollnäs museum och Uppsala universitetsbibliotek. Han är gravsatt i minneslunden på Uppsala gamla kyrkogård.